# Ceratitis ditissima
Ceratitis ditissima är en tvåvingeart som först beskrevs av Munro 1938.  Ceratitis ditissima ingår i släktet Ceratitis och familjen borrflugor. Inga underarter finns listade i Catalogue of Life.